# Spoken Love (album)
Spoken Love – debiutancki album polskiego zespołu synth popowego i R&B utworzonego przez Bartka Królika, Marka Piotrowskiego i Chesneya Snowa, tj. Spoken Love. Ukazał się 2 października 2015 nakładem Warner Music Poland.

## Lista utworów
| 1.  | "Everlasting Love"    | 2:27  |
|     |                       |       |
| 2.  | "Talk"                | 3:14  |
|     |                       |       |
| 3.  | "Tender Rose"         | 3:41  |
|     |                       |       |
| 4.  | "Pimp for Love"       | 3:12  |
|     |                       |       |
| 5.  | "Starless"            | 4:14  |
|     |                       |       |
| 6.  | "Reverie"             | 3:43  |
|     |                       |       |
| 7.  | "Chant"               | 3:13  |
|     |                       |       |
| 8.  | "Beautiful One"       | 3:13  |
|     |                       |       |
| 9.  | "Under the Sun"       | 4:29  |
|     |                       |       |
| 10. | "Moonlight Teardrops" | 3:00  |
|     |                       |       |
| 11. | "Falling Rain"        | 5:08  |
|     |                       |       |
|     |                       | 39:34 |
|     |                       |       |